# ثيبودوكس
ثيبودوكس (لويزيانا) (بالإنجليزية: Thibodaux, Louisiana)‏ هي مدينة تقع في الولايات المتحدة في لويزيانا. يقدر عدد سكانها بـ 14,431 نسمة .

## أعلام
- ثيودور وارد
- رونالد دومينيك
- داميان جونسون
- مارك ديفيس
- غراهام مارتن